# Polydesmidae
Polydesmidae es una familia de milpiés. Sus 235 especies conocidas se distribuyen por las zonas templadas y cálidas del planeta.

## Géneros
Se reconocen los siguientes:
- Absurdodesmus Mršić, 1988
- Acanthotarsius Attems, 1940
- Alpertia Loomis, 1972
- Antrochodus Verhoeff, 1941
- Archipolydesmus Attems, 1898
- Basicentrus Attems, 1940
- Bhutanodesmus Golovatch, 1988
- Bidentogon Buckett & Gardner, 1968
- Bosniodesmus Verhoeff, 1929
- Bosporodesmus Verhoeff, 1940
- Brachydesmus Heller, 1858
- Brembosoma Verhoeff, 1931
- Calianotus Shelley, 1997
- Chromobrachydesmus Attems, 1912
- Cretodesmus Strasser, 1974
- Epanerchodus Attems, 1901
- Eubrachydesmus Attems, 1912
- Eumastigonodesmus Brölemann, 1915
- Galliocookia Ribaut, 1955
- Goniodesmus Cook, 1895
- Haplobrachidesmus Lohmander, 1928
- Haplocookia Brölemann, 1915
- Haploerchodus Verhoeff, 1940
- Heterocookia Silvestri, 1898
- Himalodesmus Golovatch, 1986
- Hormobrachium Attems, 1940
- Huzichodus Verhoeff, 1941
- Jaxartes Verhoeff, 1930
- Kerkodesmus Lang, 1935
- Kerkosoma Verhoeff, 1929
- Kirgisdesmus Lohmander, 1933
- Krenoerchodus Verhoeff, 1940
- Lophobrachydesmus Attems, 1912
- Mastigonodesmus Silvestri, 1898
- Mastuchus Attems, 1940
- Merioceratium Verhoeff, 1931
- Niponchodus Verhoeff, 1942
- Nipponesmus Chamberlin & Wang, 1953
- Nomarchus Attems, 1940
- Pacidesmus Golovatch, 1991
- Peltogonopus Hoffman & Lohmander, 1968
- Perapolydesmus Brölemann, 1916
- Polydesmus Latreille, 1802
- Prionomatis Miyosi, 1956
- Propolydesmus Verhoeff, 1895
- Pseudomastuchus Ceuca, 1966
- Pseudopolydesmus Attems, 1898
- Retrorsia Shelley, 2003
- Riuerchodus Verhoeff, 1938
- Sardodesmus Strasser, 1980
- Schedoleiodesmus Silvestri, 1898
- Schizobrachydesmus Verhoeff, 1926
- Schizomeritius Verhoeff, 1931
- Schizoturanius Verhoeff, 1931
- Scytonotus Koch, C.L., 1847
- Serradium Verhoeff, 1941
- Snoqualmia Shear, 2012
- Soleurus Manfredi, 1957
- Spanobrachium Attems, 1940
- Speodesmus Loomis, 1939
- Stygoerchodus Verhoeff, 1940
- Stylobrachydesmus Attems, 1912
- Tolosanius Attems, 1952
- Troglobrachydesmus Attems, 1951
- Turanodesmus Lohmander, 1933
- Uniramidesmus Golovatch & Mikhaljova, 1979
- Usbekodesmus Lohmander, 1933
- Utadesmus Chamberlin & Hoffman, 1950